# Šentjanž, Rečica ob Savinji
Šentjanž je naselje v Občini Rečica ob Savinji.